# BBC Symphony Orchestra
The BBC Symphony Orchestra je symfonický orchestr britského veřejnoprávního rozhlasu BBC a současně jeden z nejvýznamnějších britských symfonických orchestrů. Tradičně také zahajuje a ukončuje každoroční letní koncerty The Proms v kensingtonském Royal Albert Hall.

## Historie
Od svého založení v roce 1930 je Symfonický orchestr BBC znám jako průkopník avantgardní hudby, a v této tradici pokračuje dodnes. Orchestr byl založen v Londýně jako společný projekt britské rozhlasové stpolečnosti BBC a dirigenta Thomase Beechama. Ten se ale později role dirigenta vzdal a jeho roli převzal ředitel hudebního vysílání BBC Adrian Boult.
V počátcích působnosti orchestru ho občas řídili i hostující dirigenti, mezi prvními byl Ital Arturo Toscanini, který se o orchestru vyjadřoval jako o nejlepším, který kdy řídil.
Během druhé světové války se orchestr pod Boultovým vedením zaměřoval hlavně na hraní standardů a ani po válce se orchestru nepodařilo přesvědčit vedení BBC, aby uvolnilo odpovídající finanční prostředky pro provoz souboru. Orchestr tak nedokázal konkurovat tehdejším nově vzniklým a dobře vedeným orchestrům.
Od padesátých do sedmdesátých let dvacátého století se orchestru nepodařilo zpátky si vydobýt jméno, které měl v předválečných letech. Situace se začala zlepšovat jmenováním Williama Glocka.
V první dekádě 21. století se už orchestr vrátil mezi světovou špičku. Mezi lety 2006–2012 byl jeho dirigentem Jiří Bělohlávek. V současnosti jej vede finský dirigent Sakari Oramo.

## Seznam šéfdirigentů
- Adrian Boult (1930–1950)
- Malcolm Sargent (1950–1957)
- Rudolf Schwarz (1957–1963)
- Antal Doráti (1962–1966)
- Colin Davis (1967–1971)
- Pierre Boulez (1971–1975)
- Rudolf Kempe (1976)
- Gennadij Rožděstvenskij (1978–1981)
- John Pritchard (1982–1989)
- Andrew Davis (1989–2000)
- Leonard Slatkin (2000–2004)
- Jiří Bělohlávek (2006–2012)
- Sakari Oramo (od roku 2013)